# Tugana
Tugana es un género de arañas araneomorfas de la familia Amaurobiidae. Se encuentra en las Antillas.

## Especies
Según The World Spider Catalog 12.0:
- Tugana cavatica (Bryant, 1940)
- Tugana crassa (Bryant, 1948)
- Tugana cudina Alayón, 1992
- Tugana infumata (Bryant, 1948)